# Věra Macháčková-Riegerová
Věra Macháčková-Riegerová (12. září 1919, Praha – 5. září 2017, tamtéž) byla česká vysokoškolská učitelka, významná pražská germanistka a také překladatelka německé literatury do češtiny, jež vyučovala na Filozofické fakultě Univerzity Karlovy.

## Život a dílo
Věra Macháčková-Riegerová se narodila v roce 1919 v rodině pražského filozofa a vysokoškolského učitele prof. PhDr. Ladislava Riegera, jejím bratrem byl pak matematik Ladislav Svante Rieger (1916–1963). Po složení maturitní zkoušky na Reformním reálném gymnáziu na Praze 7 studovala od roku 1938 německý a francouzský jazyk na Filozofické fakultě UK v Praze (PhDr. – 1947, CSc. – 1958). Její studium přerušila druhá světová válka. Zakončila je doktorskou promocí v roce 1947. Dále pracovala jako redaktorka v nakladatelství Práce, roku 1954 nastoupila na katedru germanistiky a nordistiky Filozofické fakulty UK. Po prvotní orientaci na recepci marxismu v německé literatuře se již věnovala německy psané literatuře 19. století a německým spisovatelům z českých zemí. V roce 1963 habilitovala (doc.) v oboru německé literatury.
V období normalizace byla v roce 1974 nucena univerzitu opustit a začala se systematicky věnovat překladům. Přeložila z němčiny do češtiny mnohé knihy německojazyčných spisovatelů, kterými dle NK ČR byli např. Johann Wolfgang von Goethe, Stefan Zweig, Hermann Kant, Anna Seghersová, Brigitte Hamannová, či Clara Zetkinová. Spolu s prof. PhDr. Václavem Bokem, CSc. se výrazně podílela na heslech a redakci původního Slovníku spisovatelů německého jazyka a spisovatelů lužickosrbských (1. vydání Praha : Odeon, 1987. 844 S.).

## Rodina
Jejím otcem byl filozof Ladislav Rieger, jehož dědečkem byl český politik a publicista František Ladislav Rieger a babičkou byla filantropka Marie Riegrová-Palacká, dcera českého historika a novináře Františka Palackého a jeho manželky Terezie Měchurové, (dcery velkostatkáře a advokáta Jana Měchury). Jejím dědečkem byl český vysokoškolský učitel a právník prof. JUDr. Bohuslav Rieger. Rodina Macháčků-Riegerů získala v restituci roku 1991 pražský dům v Palackého ulici 7, v němž je Památník F. Palackého a F. L. Riegra, a rodový zámek Maleč v okrese Havlíčkův Brod. Její syn Václav Macháček byl baskytaristou v Country beatu Jiřího Brabce. Její druhý syn Ing. Vladimír Macháček je uznávaný statik, specialista na ocelové konstrukce.